# Юрьев, Юрий Константинович
Юрий Константинович Ю́рьев (4 декабря 1896, Саратов — 14 ноября 1965, Москва) — советский химик-органик, специалист в области химии гетероциклических соединений. Профессор.

## Биография
Окончил классическую гимназию (1915) и поступил на естественное отделение физико-математического факультета Московского университета. В 1916 году был призван в армию, поэтому пришлось прервать учёбу в университете на 2 года. После армии в начале 1918 года возобновил занятия, а осенью того же года вступил в РККА. Прослужил 6 лет в армии, 2 из которых на Южном фронте. В 1923 году возвратился в университет и стал аспирантом в лаборатории Н. Д. Зелинского (1925)
Стал старшим ассистентом (1929), а в 1932 году получил звание доцента, в 1935 году присудили ученую степень кандидата химических наук. В 1940 году защитил диссертацию на тему: «Превращение пяти- и шестичленных кислородсодержащих гетероциклов в азот- и серосодержащие гетероциклы» на соискание учёной степени доктора химических наук. В 1941—1943 годах профессор Юрьев являлся заведующим кафедрой органической химии в Свердловском государственном университете. В 1943 году вернулся в Москву, где был назначен профессором органической химии и заведующим специальностью «химия гетероциклических соединений». В 1943—1964 годах — заместитель заведующего кафедрой органической химии А. Н. Несмеянова.
Был женат на Розе Яковлевне Левиной, по профессии химик-органик, специалист в области углеводородов.
Умер 14 ноября 1965 года в Москве.

## Научные исследования

##### Химия нефти. Контактные превращения углеводородов и гетероциклических соединений.
Ю. К. Юрьев выполнил первую работу «Каталитическое гидрирование N-метилпиррола и дегидрирование N-метилпирролидина» в . под руководством Н. Д. Зелинского. В 1929—1933 гг. его работы посвящены гидрогенизационному катализу пирролидина, декагидрохинолина и тиофана, а также изучению нефти и каталитическим превращениям углеводородов. Он первым ароматизировал бензиновые и керосиновые фракции методом дегидрогенизационого катализа. С 1934 по 1936 гг. Юрьев вместе с Р. Я. Левиной изучали крекинг дициклопентила, дифенила, дициклогексила и декагидроантрацена.

##### Взаимные превращения гетероциклов.
В 1935 г. была открыта реакция взаимного превращения кислород-, серу-, азот- и селеносодержащих гетероциклических соединений, осуществлены взаимные превращения простейших пятичленных гетероциклических систем. Исследовал специфическое влияние на эти превращения характера гетероатома, размер цикла и наличие в нём заместителей. Юрьевым совместно с сотрудниками были созданы эталоны, которые необходимы для идентификации циклических сульфидов, содержащихся в сернистых нефтях. Объяснил механизм образования диеновых углеводородов, образующихся из ди- и 2,2,5,5-тетраалкилфуранидинов. Использовал совместную каталитическую дегидратацию диолов с аммиаком, сероводородом и аминами для синтеза гетероциклических систем (с 1936 г.).
Классическая реакция взаимного превращения гетероциклов носит название «Реакция Юрьева». Эта реакция используется в промышленности, чтобы получить полупродукты при синтезе некоторых лекарственных препаратов.

##### Химия фурана.
Исследовал реакции фурана и его гомологов с непредельными соединениями, реакции синтеза моно- и диаминов фуранового ряда. Впервые Юрьевым была осуществлена перегруппировка аллильного типа в галоидметилфуранах, замещенных в положении 5. Юрьев Ю. К. и Новицкий К. Ю. разработали новый метод синтеза 2-(β-аминоэтил)фуранов и установили, что раскрытие при взаимодействии с аммиаком α-окисного цикла окиси 2-винилфурана идет против правила Красусского.

##### Химия фуранидонов-3.
Юрьевым и Коробицыной были разработаны методы синтеза фуранидонов-3 и фуранидиндионов-3,4, а также удобный метод синтеза 2,2,5,5-тетраалкилфуранидиндионов-3,4 окислением двуокисью селена соответствующих монокетонов (с 1948 г.).

##### Ациклоксисиланы в синтезе гетероциклических соединений.
Совместно с Г. Б. Еляковой и З. В. Беляковой Юрьевым был найден и изучен метод синтеза кетонов и кетонокислот ряда пиррола и тиофена. Было показано, что кремнийангидриды органических кислот можно применять для ацилирования соединений, которые содержат подвижный атом водорода.

##### Химия селенофена.
Изучал химию селенофена (с 1954 г.), свойства β-дикарбонильных соединений вместе с Н. Н. Мезенцовой-Магдесиевой, Н. К. Садовой, М. А. Гальберштамом, Е. Л. Зайцевой (с 1959 г.).
Результаты научной деятельности Юрьева опубликованы в 450 научных статьях и монографиях.

## Педагогическая деятельность
Создал и читал новый курс «Синтетические методы органической химии» с, а также курс «Химия гетероциклических соединений». В этом же году с коллегами создал программу большого практикума по органическому синтезу.
Является автором учебника «Практические работы по органической химии» для химических факультетов.
Под руководством написаны 150 дипломных работ, защищено 32 кандидатских и несколько докторских диссертаций.

## Награды и премии[2]
- премия Всесоюзного химического общества имени Д. И. Менделеева (1940);
- Премия имени М. В. Ломоносова (1944) за работу «Превращения пяти- и шестичленных кислородсодержащих гетероциклов в азот- серо- и селеносодержащие гетероциклы»;
- Сталинская премиявторой степени (1946) — за научные исследования в области органической химии, результаты которых опубликованы в монографии «Превращение кислородсодержащих гетероциклов в циклы с иными гетероатомами и в углеводы» (1945)
- премия имени Н. Д. Зелинского (1961);
- орден Трудового Красного Знамени;